# Rode lori
De rode lori (Eos bornea) is een vogel uit de familie papegaaien van de Oude Wereld (Psittaculidae). De wetenschappelijke naam van de soort werd als Psittacus borneus in 1758 gepubliceerd door Carl Linnaeus.

## Kenmerken
De vogel is 31 cm lang, overwegend rood, met een oranje snavel. Rond het oog is de huid kaal en donkergrijs. De vleugeldekveren hebben zwarte uiteinden, de handpennen zijn zwart met een rode "spiegel". De armpennen en onderstaartdekveren zijn blauw. De staart is dofrood en de poten zijn donkergrijs.

## Leefwijze
Het voedsel bestaat hoofdzakelijk uit nectar, stuifmeel, vruchten en zaden. Hebben ze eenmaal een partner, dan blijven ze deze hun hele leven trouw.

## Verspreiding en leefgebied
Deze soort is endemisch op de Molukken en telt twee ondersoorten:
- E. b. bornea (Linnaeus, 1758): Molukken en de Kei-eilanden.
- E. b. cyanonotha (Vieillot, 1818): Buru (zuidelijke Molukken).

Het leefgebied bestaat uit secundair bos in middengebergte tot 1800 m (op Buru), maar vooral uit laaglandbos, mangrovebos en kokospalmplantages.

## Status
De rode lori heeft een klein verspreidingsgebied en daardoor is de soort gevoeliger voor uitsterven dan een soort met een groot verspreidingsgebied. De grootte van de wereldpopulatie is niet gekwantificeerd. De vogel is plaatselijk nog talrijk, maar gaat in aantal achteruit, vooral door grootschalige vangst voor de kooivogelhandel. Sinds 1981 is de handel aan beperkingen onderhevig want de soort staat in Bijlage II van het CITES-verdrag. Deze lori staat als niet bedreigd op de Rode Lijst van de IUCN.